# Hermann Josef Wehrle
Hermann Josef Wehrle (* 26. Juli 1899 in Nürnberg; † 14. September 1944 in Berlin-Plötzensee) war ein deutscher römisch-katholischer Priester und Widerstandskämpfer gegen den Nationalsozialismus.

## Leben
Wehrle ist der Urenkel des Sozialpädagogen und Gesellenvereins-Gründer Johann Gregor Breuer. Seine Familie zog in seiner frühen Kindheit in den heutigen Frankfurter Stadtteil Höchst, der damals noch eine selbstständige Stadt und Kreissitz war. Dort ist Hermann Josef Wehrle aufgewachsen und zur Schule gegangen. 1917 legte er das Notabitur am dortigen Humanistischen Gymnasium ab, der heutigen Leibnizschule. Im Ersten Weltkrieg war er ab 1917 Kriegsteilnehmer, danach studierte er Katholische Theologie in Fulda, brach jedoch 1922 sein Studium ab.
Er studierte in Frankfurt Philosophie und Geschichte und promovierte dort 1928. Vom 12. September 1938 bis zum 9. Februar 1940 war er als Erzieher im Schülerheim der Köppl’schen Real- und Handelsschule in Marktbreit tätig. Ab 1940 setzte er sein Theologiestudium fort, 1942 wurde er zum Priester geweiht und trat eine Stelle als Kaplan in der Pfarrei Heilig Blut im Münchner Stadtteil Bogenhausen an.
Im Dezember 1943 suchte Ludwig Freiherr von Leonrod Wehrle auf und fragte ihn in seiner Eigenschaft als Beichtvater, wie das Wissen um einen Staatsstreich- oder Attentatsplan vom kirchlichen Standpunkt aus zu bewerten sei. Wehrle antwortete ihm nach dem Studium einer theologischen Schrift, dass die Kirche den Tyrannenmord ablehne, eine Kenntnis derartiger Pläne aber nicht zur Beichte verpflichte, und riet ihm ferner, sich aus der Sache herauszuhalten. Dabei war es Wehrle bewusst gewesen, dass es bei Leonrods allgemein gehaltener Frage um Hitler ging.

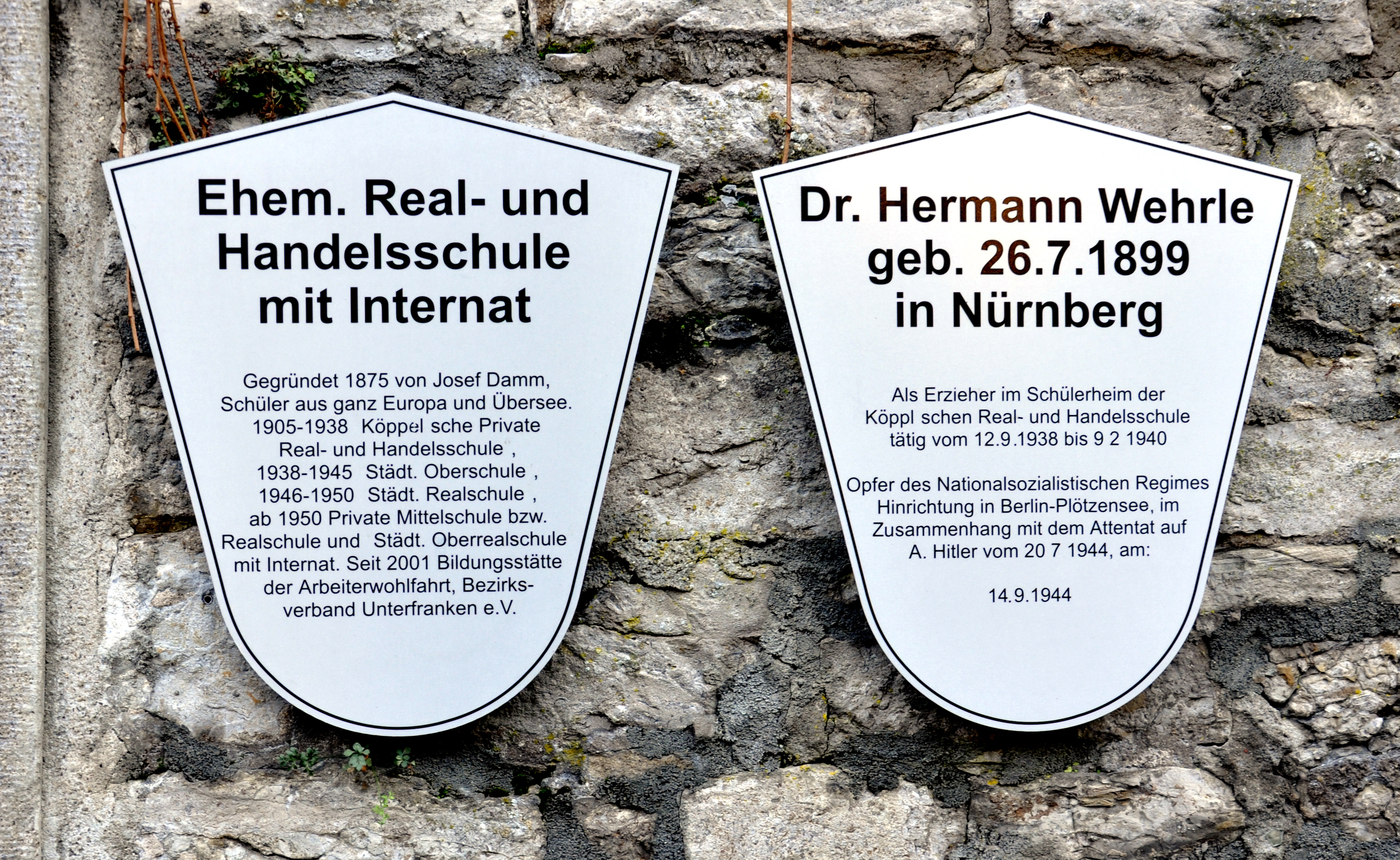
Gedenktafel in Marktbreit

Am 18. August 1944 wurde Wehrle als Mitwisser des Attentats vom 20. Juli 1944 in München/Bogenhausen von der Gestapo verhaftet und im Nachtschnellzug nach Berlin gebracht, um in der Verhandlung gegen Leonrod vor dem Volksgerichtshof unter dessen Präsidenten Roland Freisler, die für den 19. August 1944 festgesetzt worden war, zunächst als Zeuge vernommen zu werden. Da das Gespräch mit Leonrod nicht im Rahmen einer Beichte stattgefunden hatte, hielt sich Wehrle für befugt, vor dem Volksgerichtshof eine Darstellung des Vorgangs zu geben; seine Aussage vermochte dem angeklagten Leonrod allerdings nicht zu helfen. Wehrle selbst wurde Leonrods – möglicherweise unter Folter entstandenes – Gnadengesuch zum Verhängnis, das von Freisler in der Verhandlung gegen Wehrle verlesen wurde:

„Ich bitte bei Urteilsfällung bzw. bei der Art der Durchführung des Urteils zu berücksichtigen, daß ich heute nicht vor dem Volksgerichtshof gestanden bzw. mich nicht an den Vorbereitungen des 20. Juli beteiligt hätte, sondern nach Einweihung in den Plan durch Stauffenberg Anzeige erstattet hätte, wenn ich durch meinen Beichtvater nicht anders beraten worden wäre […]. Wahrscheinlich hätte schon ein anderer Beichtvater genügt. Mein Unglück ist eben, daß ich an diesen geraten war.“

In der Verhandlung gegen ihn, die dann am 14. September 1944 stattfand, wurde Wehrle von Freisler als Mitverräter zum Tode verurteilt und noch am selben Tag in Plötzensee erhängt. Seine Asche wurde über Rieselfeldern verstreut, um die Erinnerung an ihn auszulöschen.

## Würdigung

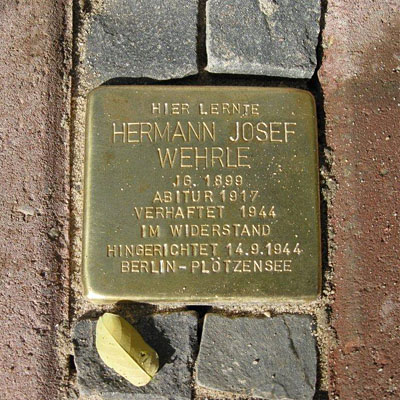
Stolperstein Gebeschussstraße 22–24 Hermann Wehrle

Die katholische Kirche hat Kaplan Hermann Josef Wehrle als Glaubenszeugen in das deutsche Martyrologium des 20. Jahrhunderts aufgenommen.
Nach dem Krieg wurden in mehreren Städten Deutschlands Straßen nach Hermann Josef Wehrle benannt, z. B. der Wehrleweg in Hannover-Wettbergen oder die Wehrlestraße in München-Bogenhausen.
In der Kirche Heilig Blut in München-Bogenhausen erinnert eine Gedenktafel an Kaplan Wehrle.
In Frankfurt am Main wurde am Ort seines zeitweiligen (und nach den Luftangriffen zerbombten) Wohnhauses eine Bronzetafel mit seinem Porträt und Lebensdaten angebracht.
Vor seiner Schule, der heutigen Leibnizschule Frankfurt-Höchst, wurde 2010 ein Stolperstein verlegt.